# Автошлях E85
E85, Європейський маршрут E85 — європейський автошлях, що бере свій початок в литовській Клайпеді і закінчується у грецькому Александруполісі. Загальна довжина 2300 кілометрів.

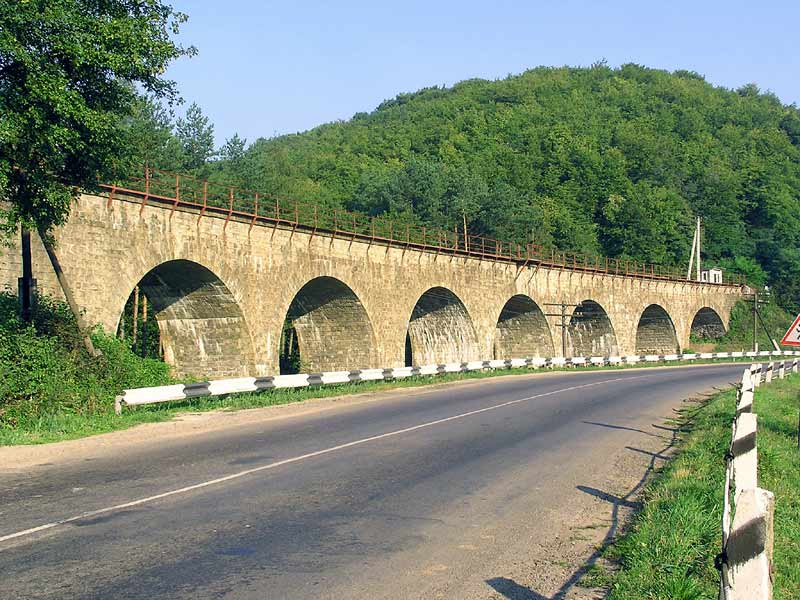
Автошлях у Теребовлянському районі Тернопільської області

В Україні починається на пропускному пункті «Доманове» на кордоні з Білоруссю (Волинська область). Далі, збігаючись із маршрутом міжнародного автошляху М19, прямує через Ковель, Луцьк, Дубно, Кременець, Тернопіль, Чортків, Чернівці й закінчується на пропускному пункті «Порубне» (Чернівецька область), на кордоні з Румунією.

## Маршрут автошляху
Шлях проходить через такі міста:
- Литва: Клайпеда — Каунас — Вільнюс
- Білорусь:  Ліда — Слонім — Кобрин
- Україна:  Ковель — Луцьк — Дубно — Кременець — Тернопіль — Теребовля — Копичинці — Чортків — Заліщики — Кіцмань — Чернівці
- Румунія:  Серет — Сучава — Роман — Бакеу — Фокшань — Бузеу — Урзічень — Бухарест — Джурджу
- Болгарія:  Русе — Польсько-Косово — Велико-Тирново — Габрово — Казанлик — Стара Загора — Димитровград — Хасково — Свиленград
- Греція:  Кастаньєс — Александруполіс

Автошлях E85 проходить територією Литви, Білорусі, України, Румунії, Болгарії та Греції.

## У мистецтві
Автошлях частково зафіксований у відеокліпі «Руїна» гурту «Скрябін», відео